# Dysodia miniata
Dysodia miniata är en fjärilsart som beskrevs av Walker 1863. Dysodia miniata ingår i släktet Dysodia och familjen Thyrididae. Inga underarter finns listade i Catalogue of Life.